# Dietmar Käbisch
Dietmar Käbisch (* 10. August 1952 in Mügeln) ist ein ehemaliger deutscher Radrennfahrer aus der DDR.

## Sportliche Laufbahn
Käbisch begann mit dem Radsport 1967 in seiner Heimatstadt. In der Altersklasse Jugend A wurde er zum SC DHfK Leipzig delegiert. 1971 wurde er in die Nationalmannschaft der Junioren der DDR berufen. Im Nationalteam startete er in der Baltic-Rundfahrt, einem Etappenrennen, das den Nachwuchsfahrern aus Osteuropa vorbehalten war. Durch einen Sturz musste er das Etappenrennen vorzeitig beenden. Auch in seiner ersten DDR-Rundfahrt schied er 1971 aus.
1972 wurde er bei den DDR-Straßen-Radmeisterschaften mit dem Vierer des SC DHfK gemeinsam mit Erwin Raidt, Horst Wagner und Michael Schiffner Vize-Meister im Mannschaftszeitfahren. 1975 siegte er bei Rund um Zettlitz. Mit der Nationalmannschaft bestritt er 1975 die Tour de Bohemia. Bei der DDR-Rundfahrt 1974 und der DDR-Rundfahrt 1976 belegte er jeweils den 10., bei der DDR-Rundfahrt 1975 den 3. Platz in der Gesamtwertung. 1976 gewann er das Auswahlrennen des Deutschen Radsportverbandes der DDR in Großwaltersdorf.